# Tierras Altas de Okanagan
Las Tierras Altas de Okanagan son una zona de meseta elevada en la Columbia Británica, Canadá, y el estado de Washington (donde se le llama Tierras Altas de Okanogan). Las montañas redondeadas con elevaciones de hasta 2.400 m sobre el nivel del mar y los profundos y estrechos valles son característicos de la región.

## Definición
BC Geographical Names, un servicio de la Oficina de Gestión Integrada de Tierras de la Columbia Británica, define las Tierras Altas de Okanagan como una zona que se extiende hacia el sur desde el río Shuswap y el Valle Coldstream, al este de Vernon (Columbia Británica), a lo largo de 85 millas hasta el paralelo 49 y hasta el Estado de Washington, entre las montañas Monashee al este y la meseta Thompson y el Valle de Okanagan al oeste. El límite oriental de las Tierras Altas de Okanagan está claramente definido por el valle del río Kettle. El límite occidental se traza arbitrariamente y es algo difícil de definir, porque no hay características naturales que seguir entre Penticton en el valle de Okanagan y Lumby en el valle del río Coldstream.
El Departamento de Recursos Naturales del Estado de Washington describe las "Tierras Altas de Okanogan" como una zona más amplia, que se extiende desde el este de las montañas Cascada y el norte de la Cuenca del Columbia hasta el norte de Idaho y las Tierras Altas de Shuswap en la Columbia Británica. Esta región incluye el embalse de FDR (el río Columbia embalsado por encima de la presa de Grand Coulee), la cordillera del río Kettle y la parte meridional de las montañas Monashee. 

## Geografía
La cumbre más alta de las Tierras Altas es la Gran Montaña Blanca, en su extremo nororiental, que es también la cumbre más alta de la Cordillera de Beaverdell, una cordillera que se extiende al sur de la Gran Montaña Blanca entre los ríos Kettle y West Kettle. Otras cumbres notables son la Pequeña Montaña Blanca, el monte Baldy, el monte Moore, el monte Greyback, el monte Hull y el monte Bonaparte, que es la cumbre más alta de la porción estadounidense de las Tierras Altas.
El altiplano de Okanagan es la fuente de varios ríos además del Kettle y el West Kettle, incluyendo el río Sanpoil.

## Conservación
Las áreas protegidas ubicadas dentro de Okanagan Highland incluyen el Parque Provincial Gladstone, el Parque Provincial Graystokes, el Parque Provincial Granby y el Bosque Nacional Colville .